# Homoneura macalpinei
Homoneura macalpinei är en tvåvingeart som beskrevs av Neal L. Evenhuis 1989. Homoneura macalpinei ingår i släktet Homoneura och familjen lövflugor. Inga underarter finns listade i Catalogue of Life.